# 牛島閘門

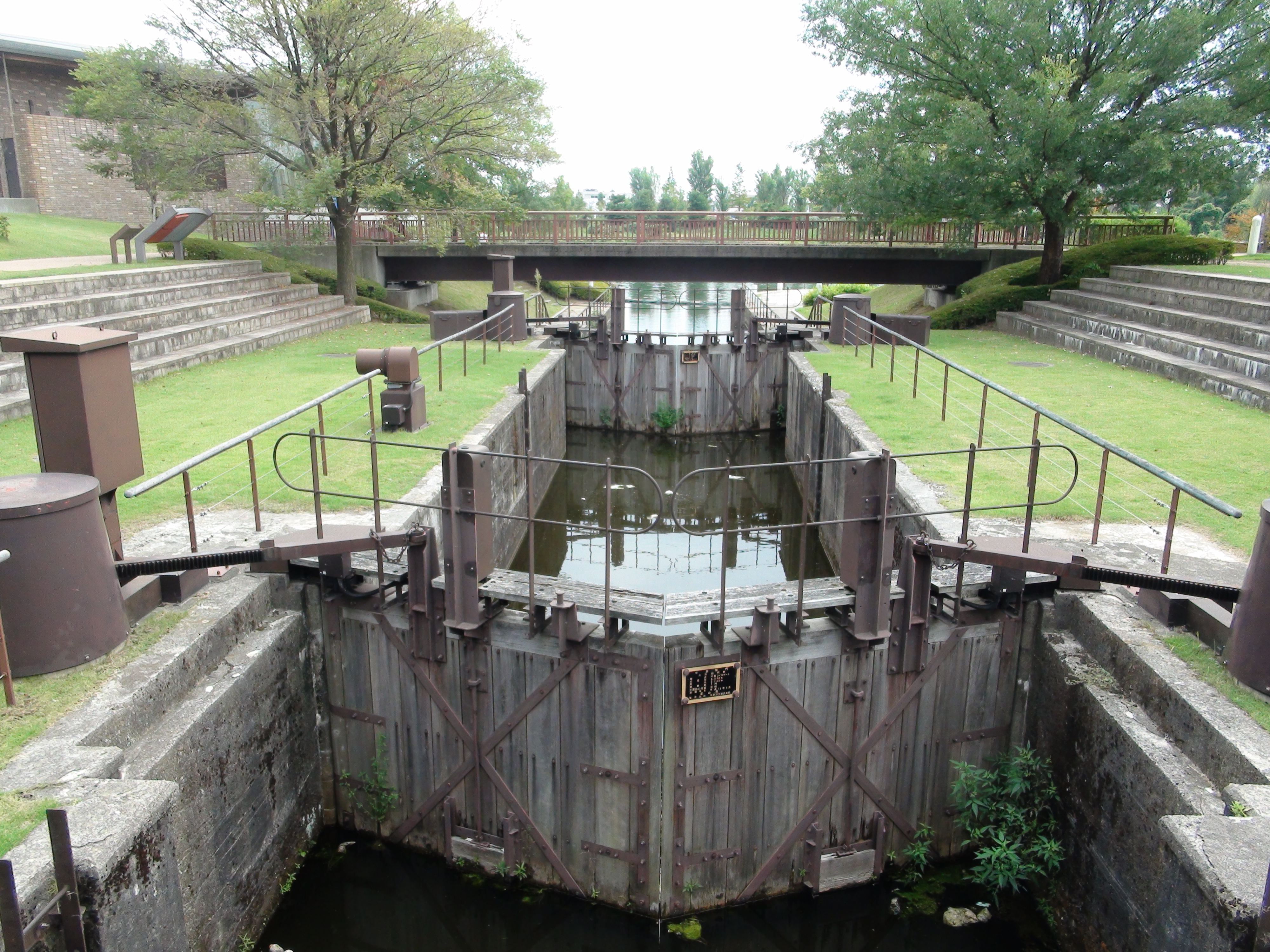
牛島閘門(2016年9月撮影）

牛島閘門（うしじまこうもん）は、富山県富山市の富山駅北側付近から富山湾の河口まで南北に貫く、富岩（ふがん）運河最上流部（南端）の富岩運河環水公園（旧 船溜まり）内にある、現在も運用可能なパナマ運河方式の閘門で、国の登録有形文化財に登録されている。

## 概要
総延長約5.1Kmの富岩運河中流域までほぼ並行して流れるいたち川と、運河最上流部（南端）の船溜まりを繋ぐ、長さ24.4mのパナマ運河方式の複扉室（ふくひしつ）閘門。扉体（ひたい）が木製の閘門で、いたち川側の標高約3.35m、富岩運河環水公園側標高約2.7mの約0.65mの水位を調整し、おもに川舟の往来を目的として、富岩運河の掘削、中流域にある中島閘門（国の重要文化財）と同時に着工し、1934年（昭和9年）8月に富岩運河、中島閘門と共に竣工した。
富岩運河は運河上流部沿岸の工場などへ原材料や資材・製品の運搬をする船を通すことで富山の工業発展に寄与したが、輸送手段が陸上運輸に取って変わり、近隣に住宅地が増え環境への配慮が必要になったことに加え、水質の悪化などにより周辺の工場の縮小や撤退が進み運河交通自体が衰退した。このため、運河は荒れた状態となり牛島閘門も老朽化し閘門扉を失った状態だったため、いたち川との接続部には水門を設け分水していた。
県は1979年（昭和54年）富岩運河を埋め立て道路を建設する計画を立ち上げたが、1984年（昭和59年）に方向を転換しこの水辺を生かした街づくりを目指し整備することになった。その後昭和60年代に入り新たな計画のもと、運河最上流部の船溜まり一帯は富岩運河環水公園として、上流から中流域の中島閘門までの沿岸は遊歩道などの整備が行なわれ、老朽化した牛島閘門は環水公園整備のため一旦取り壊し、その後閘室、扉体等の原形復元工事を行い、閘門扉は建設往時の木製扉に復元し2001年（平成13年）に環水公園内に完成、2002年（平成14年）5月16日には関門の復元工事も完了した。同年6月25日には国の登録有形文化財に登録された。

## 施設並びに構造

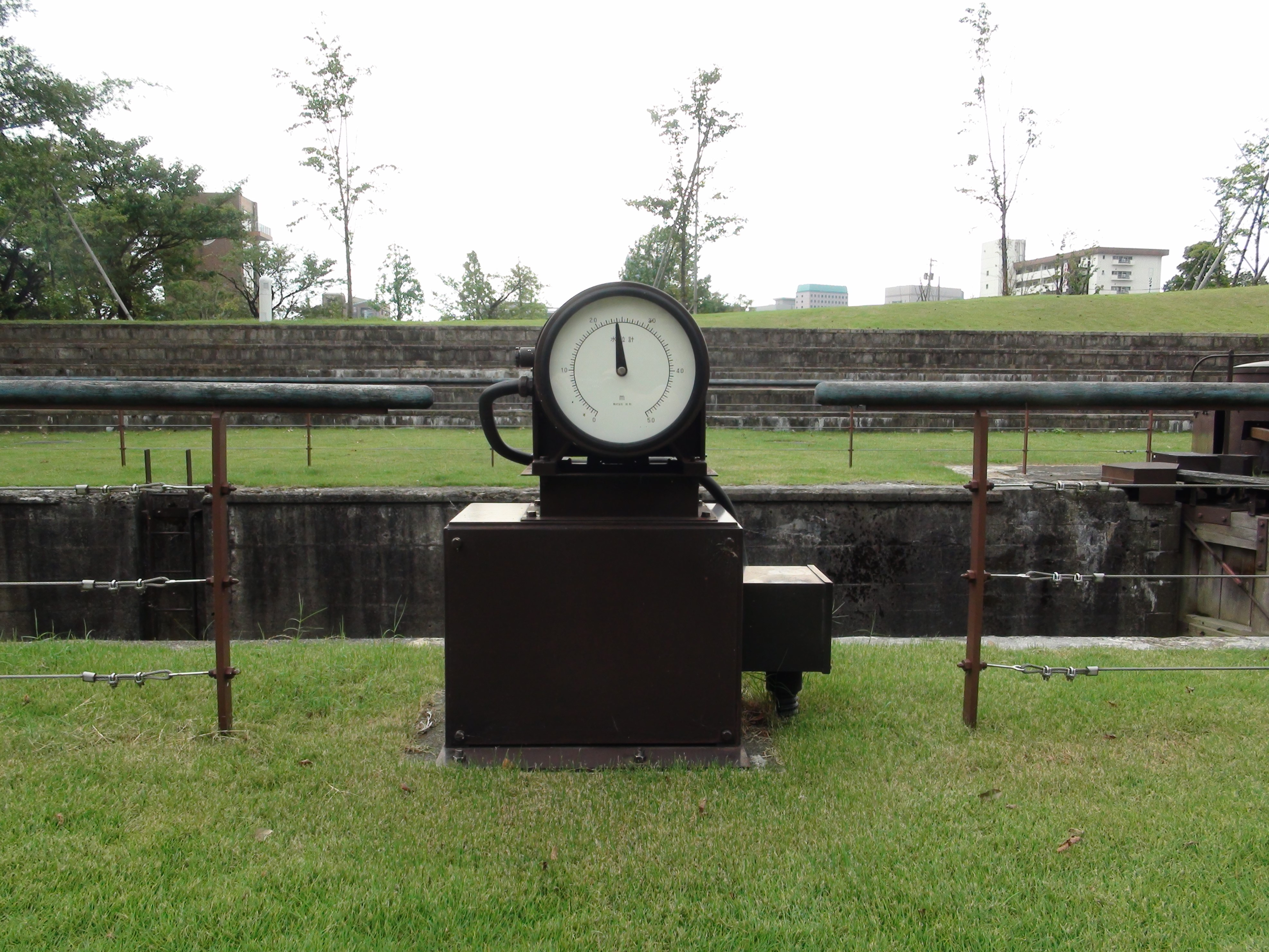
牛島閘門水位計(2016年9月撮影）

### 閘門
閘門全長 24.4m。

#### 閘室・扉室
閘室・扉室は長さ12.2m、幅4.5m、高さ3.25mで、閘門扉部分は石組み、その他は鉄筋コンクリートの併用で造られ、底面には竿で舟を進められるように千鳥配置に割り石を置き引っ掛るようにしてある。

#### 閘門扉と通水口
扉体（ひたい）のゲート形式は上流側、下流側共、木製マイタゲート（合掌式ゲート）で、木製の閘門扉は現在では日本で数少ない珍しいものである。復元修理にあたりすでに閘門扉は現存しておらず、昭和初期の写真を参考にして往時の姿に復元している。
通水口は護岸にトンネルを設け注排水するものではなく、閘門扉に直接通水扉を設け注排水を行う。

### 水門
閘門といたち川との接続部の間にあるローラーゲート式の水門。閘門を通過するにはこの水門を開ける必要がある。

## 利用状況
牛島閘門は富岩運河環水公園の中にあり、常時見学可能である。また随時運用可能であるが現在はあまり利用されていない。また環水公園と運河中流域にある中島閘門に架かる中島橋で折り返す、緑地や桜並木がある片道約1.8kmの水辺の遊歩道が整備されており、富岩運河環水公園と共に散策路として市民に親しまれている。

## その他
富岩運河河口側より約3.1Kmの中流域には、河口部との水位差2.5mを調整し船舶の往来を目的とした、中島閘門（国の重要文化財）がある。こちらは2010年（平成22年）4月より、富岩運河環水公園（旧 船溜まり）と河口とを往復する富岩水上ライン（観光船）が就航しており（冬季は休航）、観光船が中島閘門を通過し、観光客が水のエレベーターを体験できるほか、閘門操作室の見学などもできる観光スポットとなっている。